# ورزشگاه بالتیکا
ورزشگاه بالتیکا (به لاتین: Baltika Stadium) یک ورزشگاه فوتبال در روسیه است که در کالینینگراد واقع شده‌است.